# Jan Pławnicki
Jan Józef Pławnicki (ur. 27 stycznia 1936 w Starym Sączu, zm. 4 września 2009 we Wrocławiu) – polski dziennikarz i działacz społeczny związany z Wrocławiem, były wiceprezes i sekretarz generalny Unii Chrześcijańsko-Społecznej, ostatni przewodniczący Miejskiej Rady Narodowej Wrocławia (1988–1990).

## Życiorys
Ukończył studia na Wydziale Prawa Uniwersytetu Wrocławskiego. Był działaczem Chrześcijańskiego Stowarzyszenia Społecznego oraz Unii Chrześcijańsko-Społecznej – sprawował funkcję prezesa Zarządu Wojewódzkiego oraz wiceprezesa Zarządu Głównego UChS.
Był dziennikarzem prasy katolickiej, pełnił funkcję redaktora naczelnego dwumiesięcznika „Chrześcijanin a Współczesność”. Zasiadał w Wojewódzkiej Radzie Narodowej we Wrocławiu. W latach 1988–1990 z ramienia ChSS i UChS przewodniczył Miejskiej Radzie Narodowej Wrocławia. W wyborach w 1989 bez powodzenia ubiegał się o mandat parlamentarzysty w województwie wrocławskim.
Po 1989 nadal związany z UChS, zasiadał w jej władzach, był także współzałożycielem oraz członkiem rady fundatorów Fundacji Ekumenicznej „Tolerancja”, działał również w spółce „Ars Christiana”, będąc prezesem jej zarządu.
W 2002 został odznaczony przez prezydenta Aleksandra Kwaśniewskiego Krzyżem Komandorskim z Gwiazdą Orderu Odrodzenia Polski za wybitne zasługi w propagowaniu sztuki chrześcijańskiej oraz za osiągnięcia w działalności społecznej i charytatywnej.
Był członkiem dolnośląskiego Stowarzyszenia Dziennikarzy RP.
Zmarł w 2009, został pochowany na Cmentarzu Grabiszyńskim we Wrocławiu.